# Tetragnatha piscatoria
Tetragnatha piscatoria este o specie de păianjeni din genul Tetragnatha, familia Tetragnathidae, descrisă de Simon, 1897. Conform Catalogue of Life specia Tetragnatha piscatoria nu are subspecii cunoscute.